# Витоша (природен парк)
Вижте пояснителната страница за други значения на Витоша.
„Витоша“ е първият природен парк в България и на Балканския полуостров.
Разполага се на територия от 270 кв. км в едноименната планина Витоша. Обявен е за защитена територия, с Постановление № ІІІа 15422 от 27.10.1934 г. на министъра на народното стопанство.

## Местоположение
Парк „Витоша“ се простира върху площ от над 270 кв. км. На северозапад Владайската седловина и Владайска река я отделят от планината Люлин; на североизток е Софийска котловина; на изток река Искър я отделя от Лозенска планина; а на югоизток дълбоката долина на река Ведена я отделя от планината Плана. Бука-Преслапската седловина на юг я отделя от планината Верила, като границата между тях продължава по долината на реката Добри дол до водослива ѝ с река Клисурата (Суха). По-нататък границата следи река Клисурата (отделя я от Голо бърдо) до село Боснек, а след това поречието на Струма и язовир „Студена“. На запад Витоша стига до Пернишката котловина.

## Статут
С постановление на Министерски Съвет № 15422 от 27 октомври 1934 г., бр. 178/1934 на Държавен вестник заедно със самия парк е създаден резерват „Бистришко бранище“, който се намира на територията на парка. Този резерват по-късно получава статут на биосферен резерват и е сред от 16-те резервата от мрежата на биосферните резервати в България. По-късно е създаден и вторият резерват в парка „Торфено бранище“.

## История
- 1934 г. – обявен за национален парк върху площ от около 6410 ха.
- 1952 г. – прекатегоризиран в Народен парк. Територията му се увеличава до 22 725 ха.
- 1981 г. – площта на парка е увеличена до 26 547 ха.
- 1991 г. – площта на парка се увеличава до 26 606 ха.
- 2000 г. – прекатегоризация в Природен парк.
- 2004 г. – последна промяна в границите на парка. Територията му се променя до днешните 27 079 ха.

## Управление
Управлението се осъществява от Дирекция на Природен парк „Витоша“, поделение на Изпълнителна агенция по горите към Министерство на земеделието и храните.

### Дирекция на Природен парк „Витоша“
София, 1303
ул. „Антим I“ № 17
електронна поща: dppvitosha@iag.bg
www.park-vitosha.org

### Административна принадлежност
В административно-териториално отношение, площта на парка попада в три области, четири общини и 16 землища, както следва:
1. Област София (44% от територията)
  1. Столична община
    1. Район „Витоша“ – кв. Княжево, кв. Бояна, кв. Драгалевци, кв. Симеоново, с. Мърчаево, с. Владая;
    2. Район „Панчарево“ – с. Бистрица и с. Железница;
2. Софийска област (18% от територията)
  1. Община Самоков
    1. с. Ярлово;
3. Област Перник (38% от територията)
  1. Община Перник – с. Рударци, с. Кладница, с. Чуйпетлово, с. Боснек и бившите села (заличени) Витошко и Крапец;
  2. Община Радомир – с. Горна Диканя.

### Фондова принадлежност
| №       | землище          | площ, ха   | собственост, ха | собственост, ха | собственост, ха | собственост, ха | собственост, ха     | собственост, ха                   | собственост, ха |
| ------- | ---------------- | ---------- | --------------- | --------------- | --------------- | --------------- | ------------------- | --------------------------------- | --------------- |
| №       | землище          | площ, ха   | държавна        | общинска        | частна          | религиозна      | на общ. организации | временно стопанисвана от общината | съсобственост   |
| 1.      | с. Мърчаево      | 606.019    | 531.364         | 0.133           | 73.483          |                 |                     | 0.571                             | 0.469           |
| 2.      | с. Владая        | 1253.669   | 686.064         | 0.666           | 561.246         | 0.47            | 1.487               | 2.170                             | 1.566           |
| 3.      | кв. Княжево      | 187.592    | 79.18           | 8.234           | 95.836          |                 | 3.00                |                                   | 1.341           |
| 4.      | кв. Бояна        | 3819.203   | 3578.832        | 0.141           | 214.670         |                 |                     | 2.141                             | 23.419          |
| 5.      | кв. Драгалевци   | 1296.005   | 1024.862        | 27.334          | 180.280         | 12.789          | 39.395              |                                   | 11.345          |
| 6.      | кв. Симеоново    | 521.753    | 469.466         | 7.914           | 41.42           |                 |                     | 2.641                             | 0.312           |
| 7.      | с. Бистрица      | 2363.745   | 983.9           | 987.091         | 45.838          |                 |                     | 339.238                           | 7.678           |
| 8.      | с. Железница     | 1822.575   | 671.01          | 676.116         | 144.956         |                 | 0.055               |                                   | 4.862           |
| 9.      | с. Ярлово        | 4877.608   | 2180.406        | 1749.401        | 946.665         |                 |                     | 0.717                             | 0.419           |
| 10.     | с. Чуйпетлово    | 3024.184   | 2680.093        | 74.917          | 250.401         |                 |                     | 18.773                            |                 |
| 11.     | с. Горна Диканя  | 683.634    | 543.262         | 53.246          | 60.545          |                 |                     | 26.58                             |                 |
| 12.     | с. Боснек        | 1910.829   | 1781.026        | 8.085           | 25.115          |                 |                     | 96.559                            | 0.044           |
| 13.     | бивше с. Крапец  | 1381.639   | 735.168         | 79.573          | 436.833         |                 | 0.988               | 129.078                           |                 |
| 14.     | бивше с. Витошко | 1802.470   | 1070.995        | 24.662          | 601.069         | 5.473           | 4.816               | 95.455                            |                 |
| 15.     | с. Кладница      | 1069.903   | 910.601         | 0.724           | 93.265          | 52.5            | 3.218               | 8.947                             | 0.648           |
| 16.     | с. Рударци       | 442.07     | 417.15          | 0.42            | 23.745          |                 |                     | 0.747                             | 0.018           |
| Всичко: | Всичко:          | 27 062.898 | 18 343.379      | 3698.657        | 3795.36         | 71.232          | 52.959              | 1049.94                           | 52.121          |

## Обекти в парка

### Резервати
В границите на парка, съществуват два резервата:
- Биосферен резерват „Бистришко бранище“
- Резерват „Торфено бранище“

### Върхове и скали
- Голи връх
- Голям Купен
- Камен дел
- Комините
- Кръста
- Лъвчето
- Малък Купен
- Момина скала
- Накев камък
- Резньовете (Малък Резен, Голям Резен)
- Седлото
- Селимица
- Сива грамада
- Скопарник
- Средец
- Ушите
- Черни връх
- Черната скала

### Местности
- Бялата вода
- Ветровала
- Витошко плато
- Дендрариума
- Дивия бик
- Златните мостове
- Игликина поляна
- Конярника
- Копитото
- Меча поляна
- Офелиите
- Трендафила
- Яворова поляна

### Природни забележителности
- Алекови водопади
- Боснешки карстов район
- Боянски водопад
- Боянско езеро
- пещера Духлата
- карстов извор Живата вода

### Детски екостационар
- Детски екостационар „Белите брези“, с:
  - Музей на совите
  - Музей на водното конче
  - Музей на мечката

### Храмове и манастири
- Боянска църква „Св. св. Никола и Пантелеймон“
- Драгалевски манастир „Успение Богородично“
- Кладнишки манастир „Свети Николай“

## Флора
Растителният свят в парка е изключително богат и разнообразен: 
- 500 вида сладководни водорасли;
- 805 вида гъби;
- 360 вида лишеи;
- 326 вида мъхове;
- 1489 вида висши растения

- Обикновена хвойна
- Черен бъз
- Диворастящи гъби
- Бяла мура
- Жълта тинтява
- Планински крем
- Планински божур
- Клек
- Пролетен горицвет
- Петров кръст
- Райхенбахова перуника

## Фауна
Животинският свят също е изключително разнообразен: 
- Безгръбначни – 540 вида;
- Насекоми – голям дъбов сечко, буков сечко, червена горска мравка;
- Риби – балканска пъстърва;
- Птици – намерени са 236 вида, от които 120 са гнездящи, а 53 са прелетни. Основните видове са сокерица, жълтоглаво кралче, боров синигер, кръсточовка, червенушка, голям пъстър кълвач, черен кълвач, керкенез, мишелов, голям ястреб и други.
- Бозайници – благороден елен, сърна, мечка, вълк, заек, лисица, видра, дива котка и др.

В парка се срещат 13 вида прилепи – малък подковонос, голям подковонос, пещерен дългокрил и други.
- Жълтоглаво кралче
- Голям пъстър кълвач
- Мишелов
- Благороден елен
- Вълк
- Лисица
- Видра
- Малък подковонос прилеп в парка
- Червена лисица – заснета от фотокапан в парка
- Диви свине – заснети от фотокапан в парка
- Сърна (женска) – заснета от фотокапан в парка
- Дива котка – заснета от фотокапан в парка